# What It Feels Like for a Girl
"What It Feels Like for a Girl" là đĩa đơn thứ ba và là đĩa đơn cuối cùng của ca sĩ-nhạc sĩ người Mỹ Madonna từ album phòng thu thứ 8 của cô Music và được phát hành ngày 17 tháng 4, năm 2001 bởi Maverick Records.

## Danh sách track và định dạng
US 2 x 12" vinyl (9 42372-0, 9 42372-0)
- A1 "What It Feels Like for a Girl" (Paul Oakenfold Perfecto Mix) - 7:18
- A2 "What It Feels Like for a Girl" (Richard Vission Velvet Masta Mix) - 8:08
- B1 "What It Feels Like for a Girl" (Above & Beyond 12" Club Mix) - 7:27
- B2 "What It Feels Like for a Girl" (Richard Vission Velvet Masta Edit) - 3:39
- C1 "What It Feels Like for a Girl" (Calderone & Quayle Dark Side Mix) - 6:42
- C2 "What It Feels Like for a Girl" (Tracy Young Cool Out Radio Mix) - 4:45
- D1 "What It Feels Like for a Girl" (Above & Beyond Club Radio Edit) - 3:45
- D2 "What It Feels Like for a Girl" (Tracy Young Club Mix) - 8:45

EU 12" vinyl (9362 42379 0)
- A1 "What It Feels Like for a Girl" (Calderone & Quayle Dark Side Mix) - 6:42
- A2 "What It Feels Like for a Girl" (Tracy Young Cool Out Radio Mix) - 4:45
- B "What It Feels Like for a Girl" (Richard Vission Velvet Masta Edit) - 3:39

UK 12" vinyl (W533T), EU 12" Remix vinyl (9362 42367 0)
- A "What It Feels Like for a Girl" (Above & Beyond 12" Club Mix) - 7:27
- B "What It Feels Like for a Girl" (Paul Oakenfold Perfecto Mix) - 7:18

EU CD single (5439 16752 2)
1. "What It Feels Like for a Girl" (Album Version) - 4:43
2. "What It Feels Like for a Girl" (Above & Beyond Club Radio Edit) - 3:45

EU Maxi-CD (9362 42370 2)
1. "What It Feels Like for a Girl" (Radio Edit) - 4:03
2. "What It Feels Like for a Girl" (Tracy Young Cool Out Radio Mix) - 4:45
3. "What It Feels Like for a Girl" (Calderone & Quayle Dark Side Mix) - 6:42
4. "What It Feels Like for a Girl" (Richard Vission Velvet Masta Edit) - 3:39

AU CD single (9362-42374-2)(Limited edition with fold out poster)
1. "What It Feels Like for a Girl" (Album Version) - 4:43
2. "What It Feels Like for a Girl" (Calderone & Quayle Dark Side Mix) - 6:42
3. "What It Feels Like for a Girl" (Above & Beyond 12" Club Mix) - 7:27
4. "What It Feels Like for a Girl" (Paul Oakenfold Perfecto Mix) - 7:18
5. "What It Feels Like for a Girl" (Richard Vission Velvet Masta Mix) - 8:08

JP Maxi-CD (WPCR-10905)
1. "What It Feels Like for a Girl" (Radio Edit) - 4:03
2. "What It Feels Like for a Girl" (Tracy Young Cool Out Radio Mix) - 4:45
3. "What It Feels Like for a Girl" (Calderone & Quayle Dark Side Mix) - 6:42
4. "What It Feels Like for a Girl" (Tracy Young Club Mix) - 8:45

JP CD single (WPCR-10906), US Maxi-CD (9 42372-2, 9 42372-2)
1. "What It Feels Like for a Girl" (Paul Oakenfold Perfecto Mix) - 7:18
2. "What It Feels Like for a Girl" (Richard Vission Velvet Masta Mix) - 8:08
3. "What It Feels Like for a Girl" (Calderone & Quayle Dark Side Mix) - 6:42
4. "What It Feels Like for a Girl" (Tracy Young Club Mix) - 8:45
5. "What It Feels Like for a Girl" (Above & Beyond 12" Club Mix) - 7:27
6. "What It Feels Like for a Girl" (Tracy Young Cool Out Radio Mix) - 4:45
7. "What It Feels Like for a Girl" (Richard Vission Velvet Masta Edit) - 3:39
8. "What It Feels Like for a Girl" (Above & Beyond Club Radio Edit) - 3:45
9. "Lo Que Siente La Mujer" - 4:43

US DVD single (38539-2)
1. "What It Feels Like for a Girl" (Video) - 5:00

EU DVD single (7599 38541-2)
1. "What It Feels Like for a Girl" (Video) - 5:00
2. "What It Feels Like for a Girl" (Calderone & Quayle Dark Side Mix) - 6:42
3. "What It Feels Like for a Girl" (Richard Vission Velvet Masta Mix) - 8:08

Colombian promo CD single (010524)
1. "What It Feels Like for a Girl" (Paul Oakenfold Perfecto Mix) - 7:18
2. "What It Feels Like for a Girl" (George Best Saturday Night Mix) - 5:22
3. "What It Feels Like for a Girl" (Richard Vission Velvet Masta Mix) - 8:08
4. "What It Feels Like for a Girl" (Richard Vission Velvet Masta Edit) - 3:39
5. "What It Feels Like for a Girl" (Above & Beyond 12" Club Mix) - 7:27
6. "What It Feels Like for a Girl" (Above & Beyond Club Radio Edit) - 3:45
7. "What It Feels Like for a Girl" (Tracy Young Club Mix) - 8:45
8. "What It Feels Like for a Girl" (Tracy Young Cool Out Radio Mix) - 4:45
9. "What It Feels Like for a Girl" (Calderone & Quayle Dark Side Mix) - 6:42
10. "Lo Que Siente La Mujer" - 4:43

## Bảng xếp hạng
| Bảng xếp hạng (2001)                     | Vị trí cao nhất |
| ---------------------------------------- | --------------- |
| Australia ARIA Singles Chart             | 6               |
| Austrian Singles Chart                   | 26              |
| Canadian Singles Chart                   | 2               |
| Czech IFPI Singles Chart                 | 11              |
| Danish Singles Chart                     | 9               |
| Dutch Top 40                             | 7               |
| European Hot 100 Singles                 | 8               |
| Finnish Singles Chart                    | 4               |
| French SNEP Singles Chart                | 40              |
| German Singles Chart                     | 16              |
| Italian FIMI Singles Chart               | 2               |
| Japanese Oricon International Singles    | 7               |
| New Zealand RIANZ Singles Chart          | 15              |
| Swiss Singles Chart                      | 11              |
| UK Singles Chart                         | 7               |
| U.S. Billboard Hot 100                   | 23              |
| U.S. Billboard Hot 100 Airplay           | 36              |
| U.S. Billboard Hot 100 Singles Sales     | 9               |
| U.S. Billboard Hot Dance Music/Club Play | 1               |
| U.S. Billboard Adult Contemporary        | 27              |

## Chứng nhận
| Quốc gia      | Chứng nhận |
| ------------- | ---------- |
| Australia     | Vàng       |
| Liên hiệp Anh | Bạc        |